# Sospel
Sospel – miejscowość i gmina we Francji, w regionie Prowansja-Alpy-Lazurowe Wybrzeże, w departamencie Alpy Nadmorskie.
Według danych na rok 1990 gminę zamieszkiwały 2592 osoby, a gęstość zaludnienia wynosiła 42 osoby/km² (wśród 963 gmin regionu Prowansja-Alpy-W. Lazurowe Sospel plasuje się na 230. miejscu pod względem liczby ludności, natomiast pod względem powierzchni na miejscu 107.).